# Dead Inside
Dead inside — це пісня англійського рок-гурту Muse, перший трек в їх сьомому альбомі Drones, вийшов як сингл 23 березня 2015. У той самий день, відео зі словами пісні було випущено на YouTube-каналі гурту, в той час, як сингл будо презентовано на BBC Radio 1.

## Відеокліп
28 квітня 2015 року на офіційному YouTube-каналі розміщено відеокліп на цю пісню, який за перші два дні зібрав більше мільйона переглядів. У зніманні брали участь танцюристи Вілл Вінгфілд і Кетрін МакКормік.

## Просування
Невдовзі після релізу пісні, було запущено вебсайт, на який можна було завантажити фото та «стати мертвим всередині» (обробити фото в чорно-білі кольори і замалювати очі чорним), розмістити результат в соцмережах з цитатою з пісні: «On the outside you’re ablaze & alive but you’re dead inside #MuseDrones #MuseDeadInside http://musedeadinside.com».

## Список композицій
| CD сингл | CD сингл      | CD сингл   |
| #        | Назва         | Тривалість |
| -------- | ------------- | ---------- |
| 1.       | «Dead Inside» | 4:23       |
| 2.       | «Psycho»      | 5:28       |

| Промо-сингл | Промо-сингл                | Промо-сингл |
| #           | Назва                      | Тривалість  |
| ----------- | -------------------------- | ----------- |
| 1.          | «Dead Inside» (Radio Edit) | 3:50        |